# Silver Mount Cemetery
Der Silver Mount Cemetery liegt am Victory Boulevard in Staten Island, New York, USA. Ursprünglich (1866) hieß der Friedhof Cooper Cemetery. Der Friedhof ist ca. 7 Hektar groß.

## Bemerkenswerte Bestattungen
- Mary Outerbridge (1852–1886), die den Sport Tennis in die USA brachte.
- William Winter (1836–1917), ein amerikanischer dramatischer Kritiker und Autor.
- Kelvin Martin (1964–1987), in der Unterwelt bekannt als 50 Cent, war ein amerikanischer Krimineller, der in der Bronx, New York, aufwuchs, aber später nach Brooklyn zog.